# Condé-lès-Herpy
Condé-lès-Herpy är en kommun i departementet Ardennes i regionen Grand Est (tidigare regionen Champagne-Ardenne) i nordöstra Frankrike. Kommunen ligger  i kantonen Château-Porcien som ligger i arrondissementet Rethel. År 2022 hade Condé-lès-Herpy 219 invånare.

## Befolkningsutveckling
Antalet invånare i kommunen Condé-lès-Herpy
Referens: INSEE